# Escucha
Escucha es una localidad y municipio de la provincia de Teruel, en la comunidad de Aragón, España. Tiene una población de 772 habitantes (INE 2024) y forma parte de la comarca de las Cuencas Mineras a 67 km de Teruel, la capital provincial. Comprende el núcleo de población de Valdeconejos.

## Situación y clima
Integrado en la comarca de Cuencas Mineras, se sitúa a 67 kilómetros de Teruel. El término municipal está atravesado por la carretera nacional N-420, entre los pK 640-643 y 646-650, además de por una carretera local que conecta con Palomar de Arroyos. Escucha está situada a 1072 m s. n. m. en el somontano de la sierra de San Just, conjunto anticlinal constituido sobre una base del cretácico inferior que encierra importantes depósitos de lignito. La altitud oscila entre los 1523 metros en la sierra de San Just y los 960 metros a orillas del arroyo de Escucha. Su temperatura media anual es 12 °C y su precipitación anual es de aproximadamente 500 mm.
| Noroeste: Utrillas | Norte: Montalbán        | Noreste: Montalbán         |
| Oeste: Utrillas    |                         | Este: Palomar de Arroyos   |
| Suroeste: Rillo    | Sur: Mezquita de Jarque | Sureste: Cuevas de Almudén |

## Toponimia
La primera mención de Escucha aparece en 1171 en la carta puebla de Teruel; el topónimo es de etimología desconocida y no tiene posible relación con el verbo «escuchar».

## Arqueología
En el término municipal de Escucha se encuentra el yacimiento de El Castillo, perteneciente a época íbera.
El poblado se asienta en un montículo aislado de 1184 m de altitud. En su superficie se aprecian muros de mampostería irregular y adobes, siendo el material recogido fundamentalmente cerámica ibérica a torno, en muchos casos decorada con motivos geométricos.

## Historia
Pascual Madoz, en su Diccionario geográfico-estadístico-histórico de España de 1845 refiere que «Escucha (antes Escuita) tiene 58 casas, formando cuerpo de población, entre ellas la del ayuntamiento en la que está la cárcel... una iglesia parroquial (San Juan Bautista), y una ermita (San Bartolomé), próxima al pueblo». En cuanto a su industria, ya apunta que «se ejercitan algunas personas en la extracción del carbón de piedra de ciertas minas, cuyo combustible tiene poca salida por la mala situación de los caminos y otras causas».

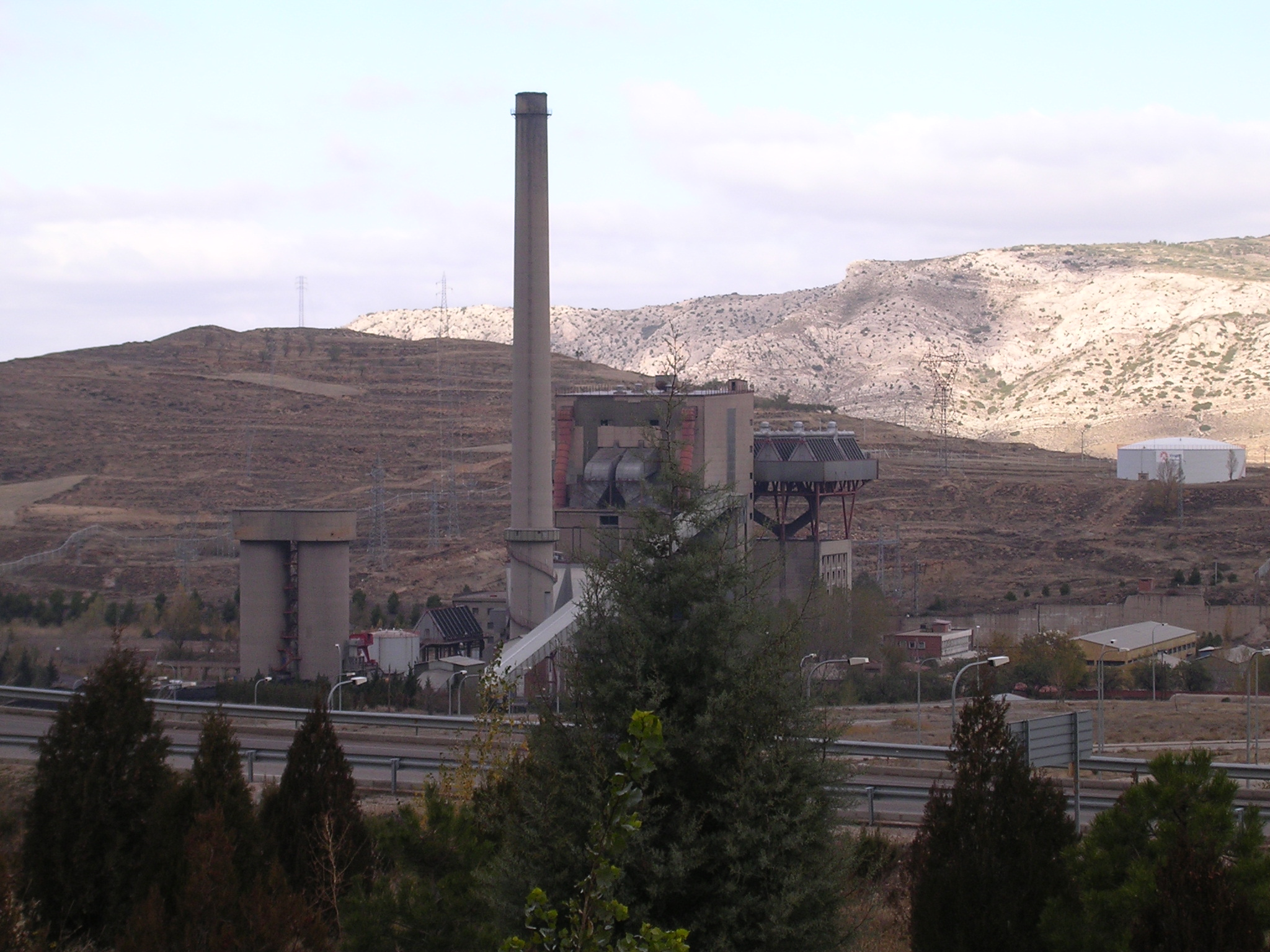
Central térmica de Escucha antes de su cierre en 2012.

Ya en el siglo XX, la extracción del lignito en la zona de Utrillas, hizo posible la instalación de una central termoeléctrica, puesta en funcionamiento en 1970 y que cesó su actividad en 2012.
Escasamente necesitada de agua, su sistema de refrigeración se basaba en grandes ventiladores accionados por la corriente generada en la propia central.
Tenía una potencia instalada de 160 MW.
No obstante, era una de las plantas más contaminantes de Europa con una emisión de doce millones de toneladas de CO2 a la atmósfera, llegando a consumir hasta 330 000 toneladas de lignito.
En la actualidad se está tratando de buscar un proyecto para la reutilización de esta central; alternativas para su uso como planta de gas y de biomasa no han sido consideradas viables.

## Demografía
Escucha cuenta con una población de 772 habitantes (INE 2024).
| Gráfica de evolución demográfica de Escucha entre 1842 y 2021 |
| |
| Población de derecho según los censos de población del INE Población de hecho según los censos de población del INEEntre el censo de 1970 y el anterior, crece el término del municipio porque incorpora a 44514 (Valdeconejos) |

A pesar de su relativamente baja población, Escucha podría considerarse como un municipio progresivo. En 1900, su población era de 462 habitantes y, tras una fase inicial —desde 1900 a 1940—, que se caracteriza por un aumento demográfico poco significativo, entre 1940 y 1980 el incremento es de un 127 %, alcanzando el máximo techo demográfico en 1980 con 1453 habitantes.
La ulterior crisis de la minería y el cierre de la central térmica de Escucha en 2012, ha hecho que la población haya disminuido bruscamente hasta la actual de 772 habitantes (INE 2024).

## Economía
Hasta el cierre de la central térmica, la producción de electricidad constituía la base económica de Escucha.
De hecho, de su superficie geográfica —un total de 4180 ha—, apenas un 19,5 % es superficie labrada y únicamente el 0,5 % se ha transformado en regadío, lo cual muestra la escasa trascendencia del sector agrario.
En 2008, la actividad industrial era la que concentraba un mayor porcentaje de ocupación —por encima del 64 %—, seguido de los servicios con un 29 %; la agricultura apenas ocupaba al 2 %, mientras que el restante 4 % correspondía a la construcción.

## Administración y política

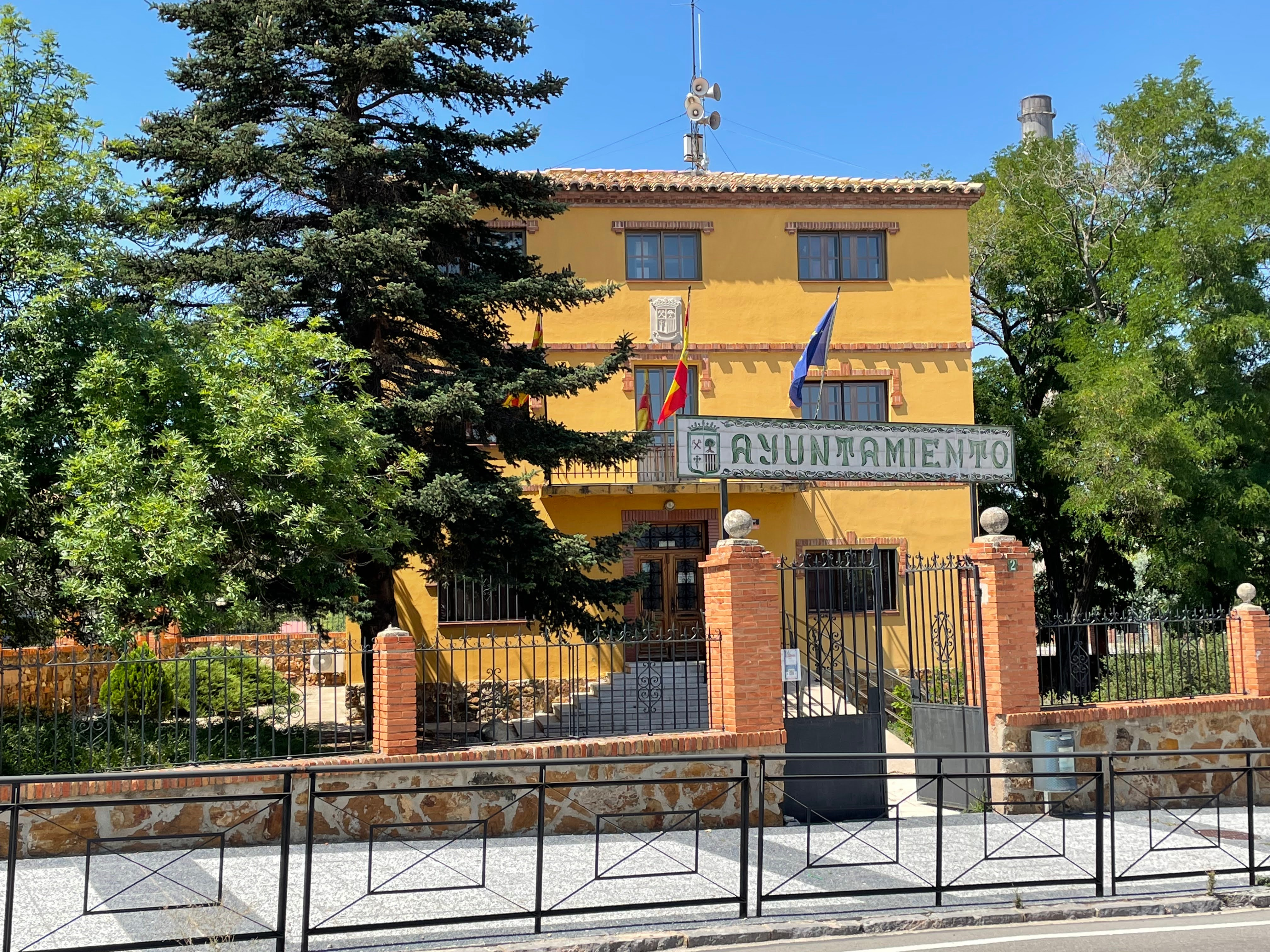
Ayuntamiento de Escucha

| Periodo   | Nombre                      | Partido | Partido                                            |
| --------- | --------------------------- | ------- | -------------------------------------------------- |
| 1979-1983 | Clemente Luis Bayo Sancho   |         | Partido de los Socialistas de Aragón (PSOE-Aragón) |
| 1983-1987 | Natividad Millán Fuertes    |         | Partido de los Socialistas de Aragón (PSOE-Aragón) |
| 1987-2007 | Luis Fernando Marín Herrero |         | Partido de los Socialistas de Aragón (PSOE-Aragón) |
| 2007-2009 | José Julio García Mendoza   |         | Partido de los Socialistas de Aragón (PSOE-Aragón) |
| 2009-2019 | Javier Carbó Cabañero       |         | Chunta Aragonesista (CHA)                          |
| 2019-2020 | Luis Fernando Marín Herrero |         | Ciudadanos (CS)                                    |
| 2020-2023 | Héctor García Redondo       |         | Ciudadanos (CS)                                    |
| 2023-2027 | Héctor García Redondo       |         | Partido de los Socialistas de Aragón (PSOE-Aragón) |

| Partido político    | Partido político                                   | 2003   | 2007   | 2011   | 2015   | 2019   | 2023   |
| Partido político    | Partido político                                   | Ediles | Ediles | Ediles | Ediles | Ediles | Ediles |
|                     | Partido de los Socialistas de Aragón (PSOE-Aragón) | 5      | 4      | 3      | 0      | 0      | 5      |
|                     | Chunta Aragonesista (CHA)                          | 4      | 4      | 4      | 4      | 3      | 2      |
|                     | Partido Popular de Aragón (PP)                     | —      | 1      | 2      | 1      | 0      | 0      |
|                     | Ciudadanos (CS)                                    | —      | —      | —      | —      | 4      | —      |
|                     | Independientes                                     | —      | —      | —      | 5      | —      | —      |
|                     | Compromiso con Aragón (CA)                         | —      | —      | 0      | —      | —      | —      |
|                     | Partido Aragonés (PAR)                             | 0      | 0      | 0      | —      | —      | —      |
| Total de concejales | Total de concejales                                | 9      | 9      | 9      | 7      | 7      | 7      |

## Patrimonio

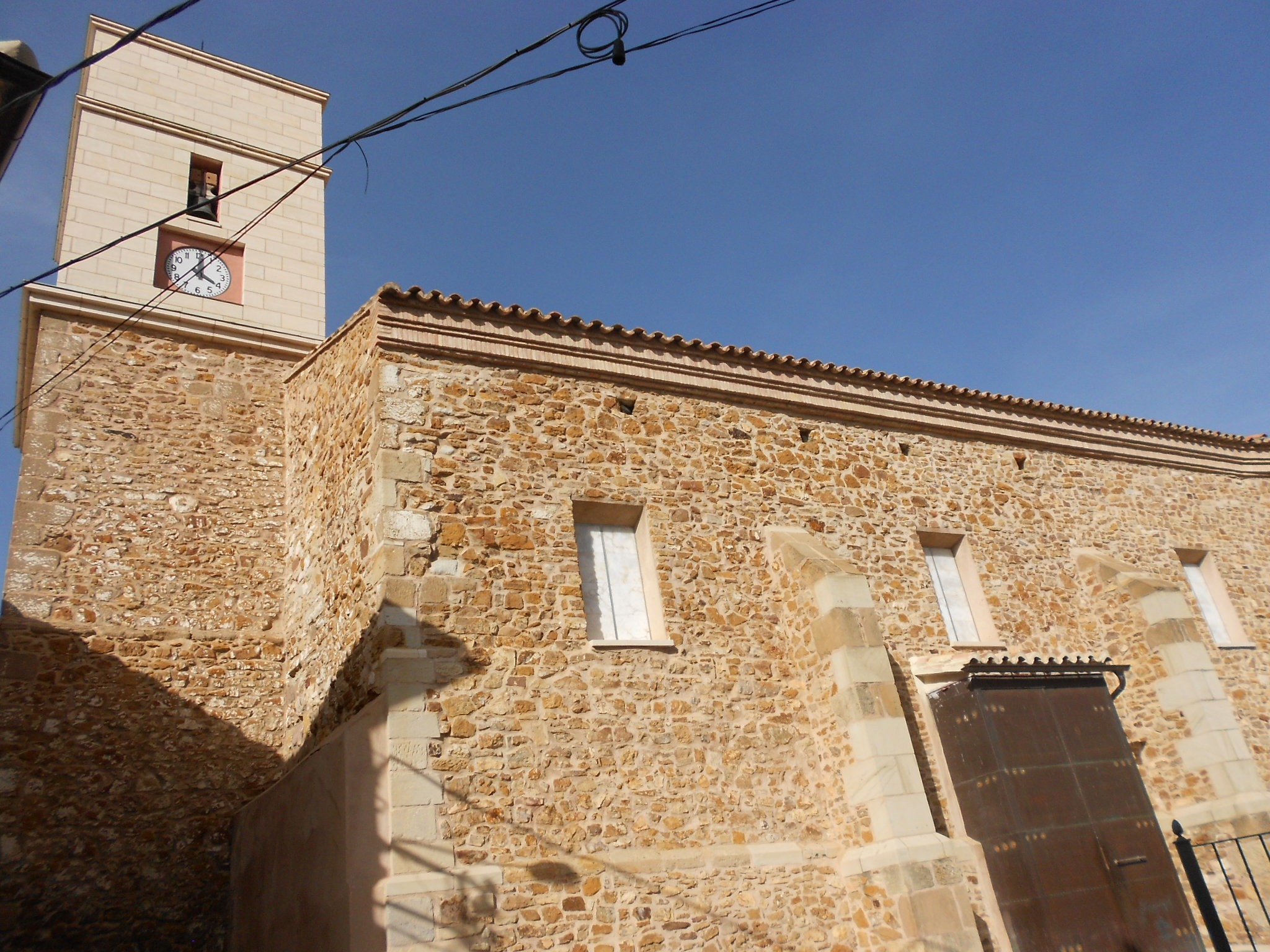
Iglesia parroquial de San Juan Bautista

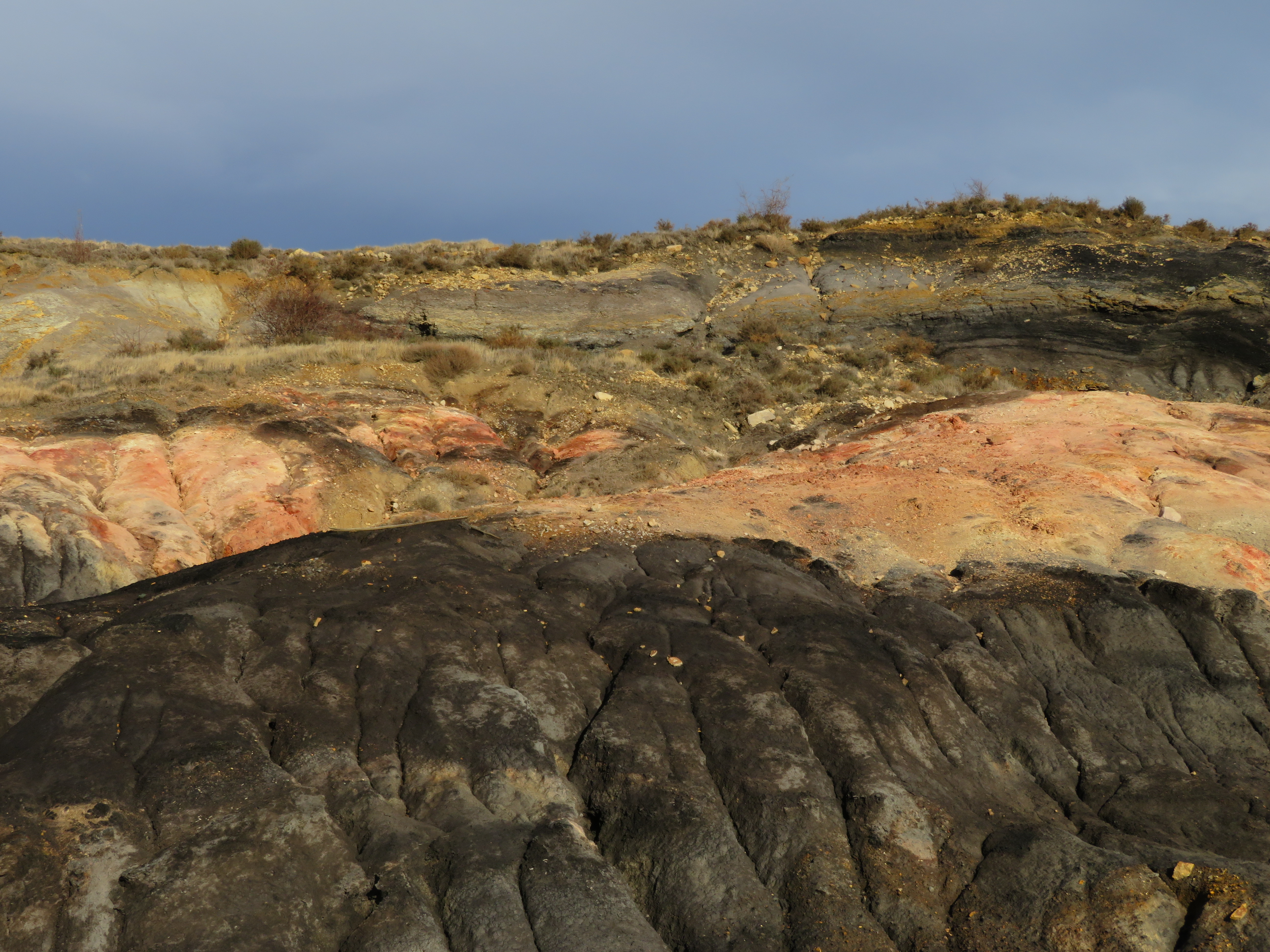
Tierras de Escucha, Cuencas Mineras, Teruel.

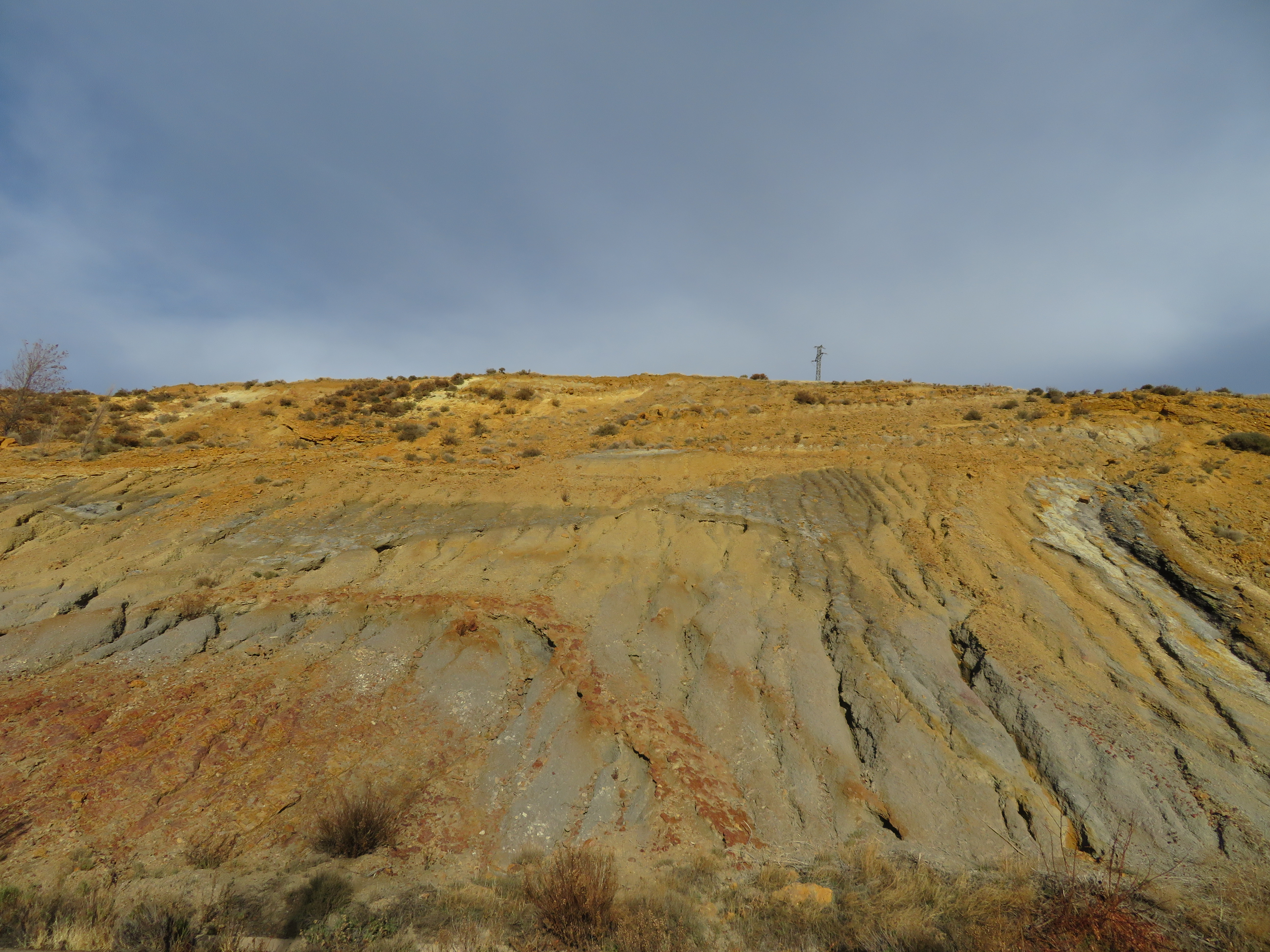
Tierras de minerales de Escucha, Cuencas Mineras, Teruel.

La iglesia parroquial de Escucha, dedicada a San Juan Bautista, es un templo de una nave de tres tramos cubiertos por bóveda de crucería sencilla. La capilla mayor es poligonal, sin contrafuertes al interior.
Puede ser una primitiva obra gótica barroquizada o una pervivencia muy tardía de soluciones góticas.
La torre se sitúa a los pies, muy sencilla, y es de planta cuadrada de tres cuerpos, de los cuales el superior es de ladrillo.
Otro edificio religioso, la ermita de San Bartolomé, es una construcción del siglo XVII que consta de una nave con cuatro tramos cubiertos por bóveda de medio cañón con lunetos. Su acceso se realiza a través de un arco de medio punto.

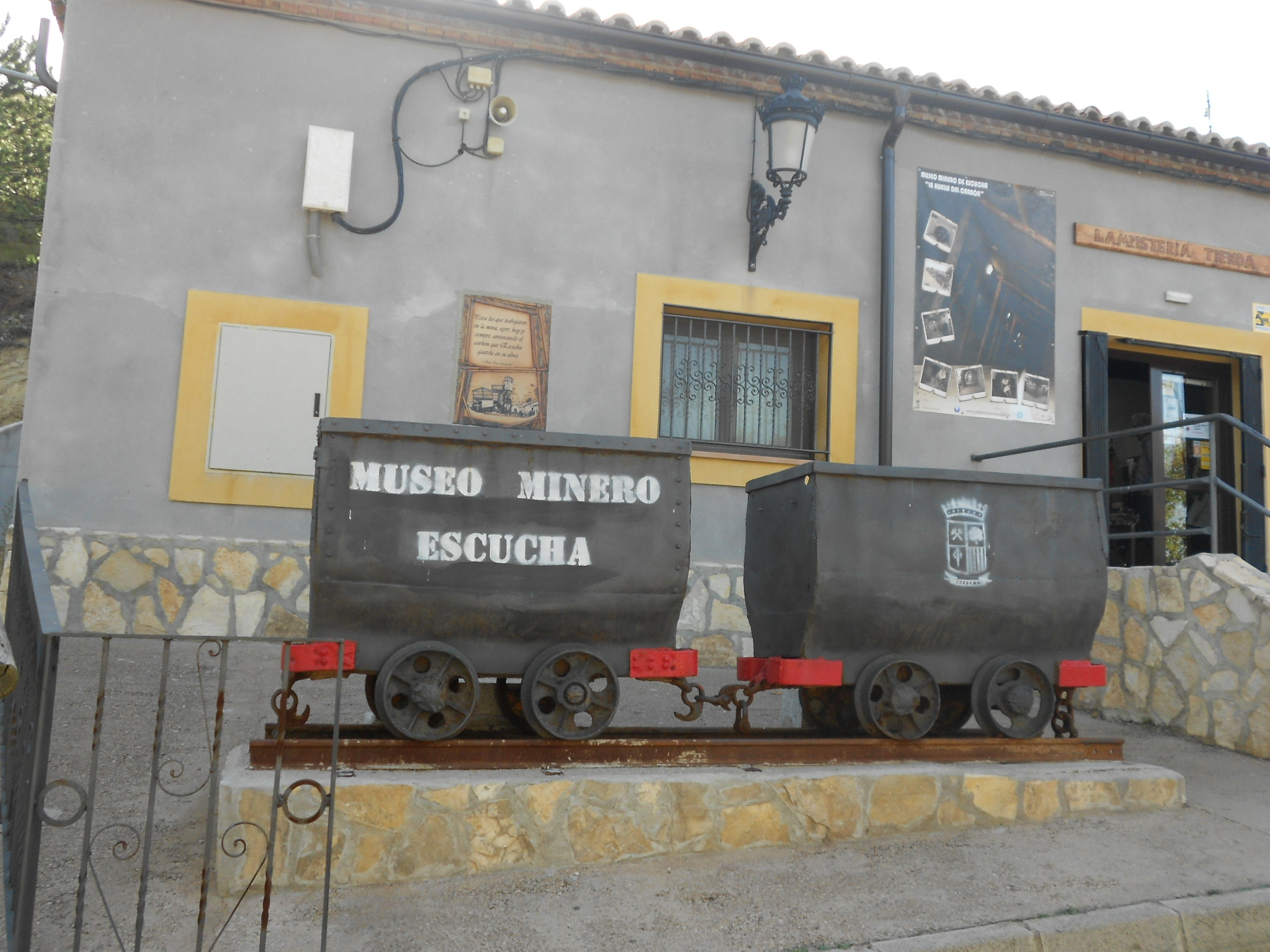
Museo Minero de Escucha, inaugurado en 2002

El Museo Minero de Escucha, inaugurado el 18 de julio de 2002, es un espacio temático sobre el trabajo en las minas. Está emplazado en una antigua mina de lignito llamada «Se Verá», situada en las proximidades de la localidad.
La mina se abrió en la década de 1940 y fue explotada hasta 1968.
Se accede a ella a través de un túnel, bajando en dos vagonetas hasta una profundidad de unos 220 m y, entre otras cosas, permite ver un tajo natural de carbón, único que existe en España visitable en un museo.
Otro espacio museístico en la localidad es el Museo Taurino Celestino Martín, donde se exponen carteles de festejos que pertenecen a diferentes fechas desde 1775 hasta la actualidad.

## Fiestas
- El 3 de febrero se celebra la festividad de San Blas, patrón de Escucha.
- El 24 y 25 de junio tienen lugar las fiestas parroquiales en honor a San Juan Bautista.
- La festividad de Santa Bárbara, patrona de los mineros, se celebra el 4 de diciembre.